# Hans Maria Loew
Hans Maria Loew (* 1924 in Wien) war ein österreichischer Herausgeber.
Nach mehrjähriger Militärzeit studierte er Geschichte und Literatur und schloss mit Promotion zum Dr. phil ab. 1947 gab er die Anthologie Die Sammlung heraus. Er war literarischer Mitarbeiter des Österreich-Buches, später Leiter der Kulturabteilung des Bundespressedienstes.

## Schriften
- Die Sammlung. Junge Lyrik aus Österreich. Ullstein, Wien 1947.
- Weg und Bekenntnis: Anthologie junger österreichischer Autoren. Dichtung der Gegenwart, Band 34. Stiasny, Graz 1954.
- Einleitung zu Franz Grillparzer: Weh dem, der lügt. Österreich-Reihe, Band 4. Bergland, Wien 1955.
- Einleitung zu Friedrich Schlögl: Wiener Miniaturen. Österreich-Reihe, Band 9. Bergland, Wien 1955.
- Einleitung zu Nikolaus Lenau: Cimbal und Harfe. Ausgewählte Gedichte. Österreich-Reihe, Band 34. Bergland, Wien 1957.